# Théophile Legrand
Pour les articles homonymes, voir Legrand.
Théophile Legrand, né le 8 mars 1799 à Fourmies et mort le 31 mai 1877, est un industriel, fabricant de laines.

## Biographie
En 1825, il achète la première machine à vapeur à haute pression pour développer la production de filature.
Le manque de sources familiales, industrielles n’empêchent pas de voir son influence sur le développement exponentiel de Fourmies quand il y exerçait les métiers d'industriel et responsable de la commune. Des milliers de documents des archives municipales, départementales et nationales sur lui et la vie économique et sociale de la ville de Fourmies au XIXe siècle existent.
Il est parti neuf mois pour voir ce qui se faisait ailleurs. Ceci est la source d'inspiration à son esprit d'entreprise.
Il fait construire sa résidence en 1841 à la marlière à Fourmies : le château de la Marlière.
La fondation Théophile Legrand est créée en 2015 pour soutenir « le développement économique, social et éducatif de la ville de Fourmies et sa région » et décerne chaque année le Prix International Théophile Legrand de l’Innovation Textile.

## Fortune
Sa fortune ne provient pas, comme celle de la plupart des industriels de l'époque, de la mécanisation à outrance du textile. Sa fortune vient des brevets pour la fabrication à façon. Il emploie près de 2 000 ouvriers dans la région de Fourmies ; à domicile sur des métiers manuels, dans le Cambrésis et le Quercitain.
Sa fabrique de fil très fin pour des tissus de mode exporte avec une large plus-value en Angleterre et aux États-Unis.

## Distinction
Théophile Legrand est fait chevalier de la Légion d'honneur le 7 septembre 1867.

### Autres références
1. ↑  « Fourmies : sur les traces de Théophile Legrand, génial industriel textile du XIXe siècle », sur La Voix du Nord (consulté le 15 janvier 2016)
2. 1 2  Jean-Luc, « Théophile Legrand, l’histoire d’un grand patron d’industrie », sur Fondation de France, 16 novembre 2018 (consulté le 5 juin 2023)
3. ↑  « Louis-Théophile Legrand », base Léonore, ministère français de la Culture